# De Witt (Michigan)
De Witt é uma cidade localizada no estado americano de Michigan, no Condado de Clinton.

## Demografia
Segundo o censo americano de 2000, a sua população era de 4702 habitantes.
Em 2006, foi estimada uma população de 4441, um decréscimo de 261 (-5.6%).

## Geografia
De acordo com o United States Census Bureau tem uma área de
7,7 km², dos quais 7,4 km² cobertos por terra e 0,3 km² cobertos por água. De Witt localiza-se a aproximadamente 216 m acima do nível do mar.

## Localidades na vizinhança
O diagrama seguinte representa as localidades num raio de 20 km ao redor de De Witt.